# 志延片
志延片是汉藏语系漢語族晋语的八个片之一，以中国陕西省志丹县和延川县方言为代表。因位于陕北晋语与关中的过渡地带而表现出一些过渡特征，比如在调值，词汇等方面都兼有两方面的特征。除入声外，志延片与吕梁片的调值接近。古入聲字中只有全濁聲母字還保留入聲，清入和次濁入歸入陰平。